# استیکی فینگاز
استیکی فینگاز (به انگلیسی: Sticky Fingaz) (زاده ۳ نوامبر ۱۹۷۳) بازیگر، رپر و کارگردان آمریکایی است.
از فیلم‌های معروف او می‌توان به بازی در فیلم مردی با کیف، کلاکرز، سیاه و سفید، لپرکان: بازگشت به کاپوت ماشین، پمپ‌بنزین، پرواز فونیکس، روزی از زندگی، نقطه فروپاشی، در عمق زیاد و مردی با کیف اشاره کرد.